# Шашка-детонатор
Шашка-детонатор (рос. шашка-детонатор, англ. cartridge-detonator; нім. Körper-Ladung f) — циліндрична шашка пресованої чи литої вибухової речовини з відводом для детонуючого шнура. Розрізняють Ш.-д. тротилові Т-400 масою 400 г, тетрилові ТЕТ-150 масою 150 г, тротило-гексогенові ТГ-500 масою 500 г та пентолітові масою 150 г. Детонує від початкового імпульсу шнура та застосовується як детонатор проміжний для водонаповнених і крупнодисперсних вибухових речовин. У США тротил в промисловості і гірничій справі не застосовують з початку 1990-х років через токсичність продуктів вибуху.